# Expedició 44
L'Expedició 44 va ser la 44a estada de llarga durada a l'Estació Espacial Internacional. Va començar l'11 de juny de 2015 amb el desacoblament de la Soiuz TMA-15M tornant la tripulació de l'Expedició 42/43 cap a la Terra i va acabar amb la sortida de la Soiuz TMA-16M l'11 de setembre de 2015.
Iuri Lontxakov se suposava originalment que fos el comandant de l'Expedició 44 després de ser Enginyer de Vol 3 en l'Expedició 43. No obstant això, va dimitir de l'Agència Espacial Federal Russa el 6 de setembre de 2013.

## Tripulació
| Posició            | Primera Part (Juny a juliol de 2015)       | Segona Part (Juliol a setembre de 2015)     |
| ------------------ | ------------------------------------------ | ------------------------------------------- |
| Comandant          | Gennady Padalka, RSA Cinquè vol espacial   | Gennady Padalka, RSA Cinquè vol espacial    |
| Enginyer del vol 1 | Mikhail Korniyenko, RSA Segon vol espacial | Mikhail Korniyenko, RSA Segon vol espacial  |
| Enginyer del vol 2 | Scott Kelly, NASA Quart vol espacial       | Scott Kelly, NASA Quart vol espacial        |
| Enginyer del vol 3 |                                            | Oleg Kononenko, RSA Tercer vol espacial     |
| Enginyer del vol 4 |                                            | Kimiya Yui, JAXA Primer vol espacial        |
| Enginyer del vol 5 |                                            | Kjell N. Lindgren, NASA Primer vol espacial |

FontSpacefacts